# Detective Conan: The Raven Chaser
Detective Conan: The Raven Chaser (jap. 名探偵コナン 漆黒の追跡者 Meitantei Konan: Meitantei Konan: Shikkoku no Cheisā) – japoński film anime wyprodukowany w 2009 roku, trzynasty film z serii Detektyw Conan. Piosenką przewodnią filmu była PUZZLE śpiewana przez Mai Kuraki.
Film miał swoją premierę 18 kwietnia 2009 roku w Japonii przynosząc łączny dochód 3,5 mld ¥. W 2010 roku był nominowany do nagrody „Animacja filmowa roku” Nagrody Japońskiej Akademii Filmowej.

## Obsada
- Minami Takayama – Conan Edogawa
- Kappei Yamaguchi – Shinichi Kudō
- Wakana Yamazaki – Ran Mōri
- Akira Kamiya – Kogorō Mōri
- Megumi Hayashibara – Ai Haibara
- Ken’ichi Ogata – dr Hiroshi Agasa
- Ryō Horikawa – Heiji Hattori
- Naoko Matsui – Sonoko Suzuki
- Yūko Miyamura – Kazuha Toyama
- Yukiko Iwai – Ayumi Yoshida
- Ikue Ōtani – Mitsuhiko Tsuburaya
- Wataru Takagi – Genta Kojima
- Wataru Takagi – Wataru Takagi
- Atsuko Yuya – Miwako Satō
- Kazuhiko Inoue – inspektor Ninzaburō Shiratori
- Chafūrin – inspektor Jūzō Megure
- Isshin Chiba – Kazunobu Chiba
- Yūji Mikimoto – Irish
- Kikuko Inoue – Chianti
- Fumihiko Tachiki – Vodka
- Hiroyuki Kinosha – Korn
- Yukitoshi Hori – Gin
- Mami Koyama – Vermouth
- Yūji Takada – Kansuke Yamato
- Ami Koshimizu – Yui Uehara
- Seizō Katō – Kiyonaga Matsumoto
- Toshio Furukawa – inspektor Misao Yamamura
- Akio Ōtsuka – inspektor Sango Yokomizo
- Akio Ōtsuka – inspektor Jūgo Yokomizo
- Ryōtarō Okiayu – inspektor Fumimaro Ayanokoji
- Hiromi Tsuru – inspektor Ayami Ogino
- DAIGO – Kosuke Mizutani
- Fumiko Orikasa – Nanako Honjo
- Masashi Sugawara – Kazuki Honjo
- Nobutoshi Canna – Shun Sawamura
- Tomohiro Mishimura – Minoru Fukase
- Nana Mizuki – Risa Yoshii